# Hübinette
Hübinette var en svensk pratshow med journalisten Karin Hübinette som visades i SVT1 från  6 september 2011 till 18 december 2012.

## Gäster 2011
Säsong 1
- 6 september – Håkan Juholt, Ola Lindholm
- 13 september – Annie Lööf, Morgan Alling
- 20 september – Leif G.W. Persson, Annika Falkengren
- 27 september – Suzanne Reuter och Allan Svensson, Göran Hägglund
- 4 oktober – Mia Skäringer, Göran Persson
- 11 oktober – Maria Wetterstrand, Therese Alshammar
- 18 oktober – Filippa Reinfeldt, Annika Lantz
- 25 oktober – Michael Wolf, Maria Montazami

## Gäster 2012
Säsong 2
- 21 februari – Meryl Streep, Jonas Sjöstedt
- 28 februari – Lars Vilks, Lena Philipsson
- 6 mars – Stefan Löfven, Vanna Rosenberg och Johan Glans
- 13 mars – Maud Olofsson, Pia Sundhage
- 20 mars – Carolina Gynning, Sasja Beslik
- 27 mars – Staffan Olsson, Gustav Fridolin
- 3 april – Sofie Tømmerås Lyshagen och Håkon Knudsen, Anna Blomberg
- 10 april – Lena Endre, Jan Eliasson
- 17 april – Malena Ernman, Carin Götblad
- 24 april – Magdalena Andersson, Ara Abrahamian

Säsong 3
- 16 oktober – John Travolta, Alex Schulman, Annie Lööf
- 23 oktober – Peter Sunde, Elisabeth Ohlson Wallin
- 30 oktober – Beatrice Ask, Jens Lapidus
- 6 november – Mona Sahlin, Eva Dahlgren
- 13 november – Carolina Klüft, Jan Björklund
- 20 november – Marcus Samuelsson, Pär Holmgren
- 27 november – Jimmie Åkesson, Lo Kauppi
- 4 december – Jan Helin, Petter
- 11 december – Niklas Strömstedt, Per Naroskin, Erik Hamrén
- 18 december – Dilsa Demirbag-Sten, Björn Ranelid